# El marido sonriente
El marido sonriente (título original Der lachende Ehemann) es una opereta en tres actos con música del compositor austrohúngaro Edmund Eysler y libreto en lengua alemana de Julius Brammer y Alfred Grünwald. Fue estrenada el 19 de marzo de 1913 en el Bürgertheater de Viena.
El mismo año de su estreno absoluto la opereta fue adaptada al castellano como El marido sonriente por Manuel Fernández de la Puente, estrenándose el 24 de diciembre en el Teatro de la Zarzuela de Madrid.

## Argumento

### Acto I - Salón elegante en la Villa Bruckner de la Corte
El industrial Ottokar Bruckner está únicamente interesado en su fábrica y en acrecentar su fortuna; no comparte los intereses de su esposa Heloise (la música, la pintura o la literatura), que considera tonterías. Heloísa se siente incomprendida como esposa, aunque quiere continuar siendo fiel a su marido. Pero este propósito se le presenta difícil debido a que el conde Selztal está decidido a persuadirla para que tenga una aventura.
Lucinde, una pariente anciana, anima a Bruckner a acompañar a una joven pareja en su viaje de estudios por Italia. Este periplo serviría para refrescar su descuidada educación lo que le permitiría consolidar su felicidad conyugal. Bruckner hace creer a su esposa que se va a Italia pero en realidad pretende encontrarse con un amigo en su pabellón de caza de Buchenau para cazar.

### Acto II - Pabellón de caza de Buchenau
Al creer que Bruckner está en Italia, el conde Selztal convence a Heloise para que dé una fiesta en su pabellón de caza de Buchenau. Rápidamente se envían invitaciones para esta fiesta y acuden muchos amigos y artistas. En el transcurso de la velada, el conde intenta convencer a Heloise de que tenga una aventura. A la par, el poeta Nachtigall coquetea con Etelka, una mujer que también está casada.
Bruckner llega entonces al castillo con Andreas Pipelhuber, su amigo cazador. El criado Wiedehopf informa a Bruckner de la presencia de la esposa y de la celebración de la fiesta. Heloise descubre la llegada de su marido y sospecha que tiene una aventura. Quiere pagarle con la misma medicina y concede al conde Selztal una cita en su tocador. Bruckner sorprende a los amantes y se produce la separación inmediata de los esposos.

### Acto III - Despacho del abogado Dr. Rosenrot
El Dr. Rosenrot está especializado en asuntos matrimoniales. Por eso casi todo el mundo se reúne "de nuevo" en su despacho. Lo primero que hace Rosenrot es reconciliar al señor Basewitz con Etelka, a quien había sorprendido en un café literario con el poeta Nachtigal. El siguiente caso es el de Hans Zimt, cuya esposa también quiere el divorcio. Rosenrot los encierra en un tocador para que tengan una última conversación. Al cabo de poco tiempo, los Zimt -algo desquiciados pero felices- abandonan la oficina sin hablar ya de divorcio.
Pipelhuber, que apoya vehementemente las intenciones de Bruckner de divorciarse, está ahora también encerrado en este tocador junto a Lucinde y, tras transcurrir poco rato, esta pareja también se reconcilia. Mientras tanto, a Bruckner se le sugiere que lea la reciente novela "El marido que ríe", descubriendo cómo siempre la figura cómica no es la del marido sino la del amante rechazado. Cuando se le hace que encuentre una carta de su mujer al conde Selztal donde le asegura su inquebrantable fidelidad a su marido, Bruckner retira inmediatamente su petición de divorcio y se va de veraneo con su esposa.

## Discografía (selección)
- Der lachende Ehemann. Director: Max Schönherr. Reparto: Franz Borsos; Gerda Schreyer; Waldemar Kmentt; Lotte Ledl; Viktor Braun; Chor und Orchester des Wiener Rundfunks. Line Music.[2]

## Adaptación cinematográfica
- Der lachende Ehemann. (1926). Producción alemana. Directores: Rudolf Walther-Fein y Rudolf Dworsky. Reparto: Livio Pavanelli, Elisabeth Pinajeff, Hans Albers, Paul Heidemann, Vivian Gibson, Max Hansen, Charlotte Ander, Carl Auen, Hermann Picha.[3]